# ديفيد لينش
ديفيد كيث لينش (بالإنجليزية: David Keith Lynch) (20 يناير 1946 - 15 يناير 2025) كان صانع أفلام وفنان تشكيلي وموسيقي وممثل أمريكي. نال استحسانًا لأفلامه، والتي غالبًا ما تتميز بصفاتها السريالية الشبيهة بالأحلام. في مسيرة مهنية امتدت لأكثر من خمسين عامًا، حصل على العديد من الجوائز، بما في ذلك جائزة الأسد الذهبي للمسيرة الفنية في مهرجان البندقية السينمائي في عام 2006 وجائزة الأوسكار الفخرية في عام 2019. غالبًا ما يوصف لينش بأنه "صاحب رؤية"، ويعتبر أحد أهم صانعي الأفلام في عصره.
درس لينش الرسم قبل أن يبدأ في صنع الأفلام القصيرة في أواخر الستينيات. كان أول فيلم روائي طويل له هو الفيلم السريالي المستقبل رأس ممحاة (1977)، والذي حقق نجاحًا كفيلم منتصف الليل. تم ترشيحه لجائزة الأوسكار لأفضل مخرج عن دراما السيرة الذاتية الرجل الفيل (1980)، وفيلم الإثارة بلو فلفت (1986) وفيلم طريق مولهولاند (2001). فازت دراما الجريمة الرومانسية وايلد ات هارت (1990) بالسعفة الذهبية في مهرجان كان السينمائي. كما أخرج فيلم الأوبرا الفضاء كثيب (1984)، والدراما الطريق السريع المفقود (1997)، والدراما السيرة الذاتية «القصة المستقيمة» (1999)، وفيلم الإثارة «الإمبراطورية الداخلية» (2006).
أنشأ لينش ومارك فروست مسلسل توين بيكس (1990-1991) على قناة أيه بي سي، والذي تم ترشيحه لخمس جائزة الإيمي برايم تايم، بما في ذلك أفضل إخراج لمسلسل درامي وأفضل كتابة لمسلسل درامي. شارك لينش في كتابة وإخراج الفيلم التمهيدي توين بيكس: النار تمشي معي (1992) والموسم الثالث في عام 2017. كما جسد أيضاً دور عميل مكتب التحقيقات الفيدرالي جوردون كول في توين بيكس، وهوارد في فيلم الدراما «لاكي» (2017) إلى جانب صديقه وزميله هاري دين ستانتون، وجسد دور جون فورد في فيلم ستيفن سبيلبرغ فابلمانز (2022). كما ظهر ضيفاً في مسلسلات، حيث أدى صوت نادل في ذا كليفلاند شو (2010-13) ولعب دور منتج ترفيهي في لوي (2012).
عمل لينش أيضًا كموسيقي ورسام ومصور وكاتب، وأخرج العديد من مقاطع الفيديو الموسيقية لفنانين مثل إكس جابان وموبي وإنتربول وناين إنش نايلز ودونوفان، وإعلانات تجارية لديور وإيف سان لوران وغوتشي وإدارة الصرف الصحي في مدينة نيويورك. كان ديفيد لينش ممارسًا للتأمل تجاوزي، وأسس مؤسسة ديفيد لينش لتمويل دروس التأمل للطلاب والمحاربين القدامى وغيرهم من السكان "المعرضين للخطر". وكان مدخنًا طوال حياته، وتم تشخيص إصابته بانتفاخ رئوي في عام 2020، وتوفي في يناير 2025، بعد إجلائه من منزله بسبب حرائق الغابات في جنوب كاليفورنيا. ألهم عمله صفة «لينشيان»، التي عرّفها قاموس أكسفورد الإنجليزي بأنها "سمات مميزة أو تذكير أو تقليد لأفلام أو أعمال ديفيد لينش التلفزيونية"، مضيفًا: "اشتهر لينش بدمج العناصر السريالية أو الشريرة مع البيئات اليومية العادية، واستخدام صور بصرية مقنعة للتأكيد على جودة الحلم من الغموض أو التهديد".

## قائمة الأعمال

### الأفلام
| السنة | العنوان                   | الموزّع                                                                       | المرجع |
| ----- | ------------------------- | ---------------------------------------------------------------------------- | ------ |
| 1977  | رأس ممحاة                 | ليبرا فيلمز                                                                  | [ 18 ] |
| 1980  | الرجل الفيل               | باراماونت بيكتشرز                                                            | [ 18 ] |
| 1984  | كثيب                      | يونيفرسال بيكتشرز                                                            | [ 18 ] |
| 1986  | بلو فلفت                  | مجموعة دي لورينتيس الترفيهية                                                 | [ 18 ] |
| 1990  | وايلد ات هارت             | شركة صامويل غولدوين                                                          | [ 18 ] |
| 1992  | توين بيكس: النار تمشي معي | نيو لاين سينما                                                               | [ 18 ] |
| 1997  | الطريق السريع المفقود     | أكتوبر فيلمز                                                                 | [ 18 ] |
| 1999  | القصة المستقيمة           | والت ديزني ستوديوز موشن بيكشرز (اللافتات الإعلانية تحت اسم أفلام والت ديزني) | [ 18 ] |
| 2001  | طريق مولهولاند            | يونيفرسال بيكتشرز                                                            | [ 18 ] |
| 2006  | إمبراطورية الداخل         | Absurda، 518 Media                                                           | [ 18 ] |

### التلفاز
| السنة     | العنوان            | الشبكة    | المرجع |
| --------- | ------------------ | --------- | ------ |
| 1990–1991 | توين بيكس          | أيه بي سي | [ 18 ] |
| 1992      | على الهواء         | أيه بي سي | :xxvi  |
| 1993      | غرفة فندق          | إتش بي أو | :xxvi  |
| 2017      | توين بيكس الموسم 3 | شوتايم    | [ 18 ] |

## روابط خارجية
- ديفيد لينش على موقع IMDb (الإنجليزية)
- ديفيد لينش على موقع الموسوعة البريطانية (الإنجليزية)
- ديفيد لينش على موقع روتن توميتوز (الإنجليزية)
- ديفيد لينش على موقع مونزينجر (الألمانية)
- ديفيد لينش على موقع ألو سيني (الفرنسية)
- ديفيد لينش على موقع ميوزك برينز (الإنجليزية)
- ديفيد لينش على موقع رولينغ ستون (الإنجليزية)
- ديفيد لينش على موقع تيرنر كلاسيك موفيز (الإنجليزية)
- ديفيد لينش على موقع أول موفي (الإنجليزية)
- ديفيد لينش على موقع بوكس أوفيس موجو (الإنجليزية)